# Championnats d'Asie de cyclisme sur route 2022
Navigation
2019 2023
Les Championnats d'Asie de cyclisme sur route 2022 ont lieu du 25 au 29 mars 2022 à Douchanbé au Tadjikistan,. C'est la première fois que le Tadjikistan accueille ces championnats.

## Résultats des championnats

### Épreuves masculines
| Hommes - Élites              |                                                                       | |                                                                          |
| Course en ligne              | Igor Chzhan                                                           | Nariyuki Masuda                                                                                    | Jambaljamts Sainbayar                                                    |
| Contre-la-montre             | Yevgeniy Fedorov                                                      | Nariyuki Masuda                                                                                    | Muradjan Halmuratov                                                      |
| Contre-la-montre par équipes | Kazakhstan Igor Chzhan Yevgeniy Fedorov Yevgeniy Gidich Yuriy Natarov | Mongolie Maral-Erdene Batmunkh Tegshbayar Batsaikhan Bilguunjargal Erdenebat Jambaljamts Sainbayar | Iran Behnam Ariyan Esmail Chaichi Mohammad Ganjkhanlou Samad Poor Seiedi |
| Hommes - Espoirs             |                                                                       | |                                                                          |
| Course en ligne              | Gleb Brussenskiy                                                      | Daniil Pronskiy                                                                                    | Nicolas Vinokourov                                                       |
| Contre-la-montre             | Ahmed Madan                                                           | Aleksey Fomovskiy                                                                                  | Aidin Aliyari                                                            |
| Hommes - Juniors             |                                                                       | |                                                                          |
| Course en ligne              | Samandar Sultanov                                                     | Maxim Taraskin                                                                                     | Ilya Karabutov                                                           |
| Contre-la-montre             | Alexey Vaganov                                                        | Mohammad Darzi Ramandi                                                                             | Davaajargal Altangerel                                                   |

### Épreuves féminines
| Femmes - Élites              |                                                                                  |                                                                                    |                                                                         |
| Course en ligne              | Nguyễn Thị Thật                                                                  | Makhabbat Umutzhanova                                                              | Akpeiil Ossim                                                           |
| Contre-la-montre             | Rinata Sultanova                                                                 | Priatna Ayustina Delia                                                             | Solongo Tserenlkham                                                     |
| Contre-la-montre par équipes | Ouzbékistan Shaknoza Abdullaeva Anna Kulikova Yanina Kuskova Margarita Misyurina | Kazakhstan Faina Potapova Anzhela Solovyeva Rinata Sultanova Makhabbat Umutzhanova | Iran Mandana Dehghan Reyhaneh Khatouni Sajedeh Siyahian Somayeh Yazdani |
| Femmes - Espoirs             |                                                                                  |                                                                                    |                                                                         |
| Course en ligne              | Akpeiil Ossim                                                                    | Svetlana Pachshenko                                                                | Anzhela Solovyeva                                                       |
| Contre-la-montre             | Yanina Kuskova                                                                   | Bota Batyrbekova                                                                   | Safia Al Sayegh                                                         |
| Femmes - Juniors             |                                                                                  |                                                                                    |                                                                         |
| Course en ligne              | Sofiya Karimova                                                                  | Alina Spirina                                                                      | Dariya Kazakbay                                                         |
| Contre-la-montre             | Anna Kuskova                                                                     | Dariya Kazakbay                                                                    | Thi Be Hong Nguyen                                                      |

## Tableau des médailles
| Rang  | Nation              | Or | Argent | Bronze | Total |
| ----- | ------------------- | -- | ------ | ------ | ----- |
| 1     | Kazakhstan          | 7  | 8      | 5      | 20    |
| 2     | Ouzbékistan         | 5  | 1      | 1      | 7     |
| 3     | Viêt Nam            | 1  | 0      | 1      | 2     |
| 4     | Bahreïn             | 1  | 0      | 0      | 1     |
| 5     | Mongolie            | 0  | 2      | 2      | 4     |
| 6     | Iran                | 0  | 1      | 3      | 4     |
| 7     | Japon               | 0  | 1      | 1      | 2     |
| 8     | Indonésie           | 0  | 1      | 0      | 1     |
| 9     | Émirats arabes unis | 0  | 0      | 1      | 1     |
| Total | Total               | 14 | 14     | 14     | 42    |

## Tableau des médailles (Para)
| Rang  | Nation              | Or | Argent | Bronze | Total |
| ----- | ------------------- | -- | ------ | ------ | ----- |
| 1     | Thaïlande           | 6  | 4      | 0      | 10    |
| 2     | Ouzbékistan         | 6  | 3      | 1      | 10    |
| 3     | Émirats arabes unis | 2  | 2      | 1      | 5     |
| 4     | Inde                | 1  | 1      | 1      | 3     |
| 5     | Iran                | 1  | 0      | 0      | 1     |
| 6     | Kazakhstan          | 0  | 0      | 1      | 1     |
| Total | Total               | 16 | 10     | 3      | 29    |